# Seamus Haji
Seamus Haji (nacido el 30 de diciembre de 1968) es un DJ y productor británico de música house, de ascendencia indo-irlandesa.

## Biografía
Comenzó su carrera como DJ cuando solo contaba con 16 años en el bar llamado Soundsystem al sur de Londres, donde pinchaba una mezcla de House primitivo, Soul y Hip Hop. Con una mezcla de empuje, entusiasmo y determinación se lanzó a conseguir su primera residencia en The Satellite y más tarde fue consiguiendo regularmente apariciones en Ministry Of Sound, Garage City, Release The Pressure, Hard Times y Back To Basics.
Luego, siguió regularmente visitando Ministry Of Sound, Code, Bed y Pacha de Londres. También ha disfrutado de numerosas residencias por todo el mundo, incluyendo sus 4 años en el Pacha de Ibiza, donde reunió una legión de fanes gracias a su elegante imagen y también por sus habilidades como DJ. Musicalmente, su fuerza proviene de su diversidad donde cómodamente pueden juntarse Kenny Dope y Steve Angello. Sus sesiones también son conocidas por sus excelentes producciones y remixes así como su manejo del Pioneer CDJ1000 (para quien ha oficiado de embajador oficial). 
También como DJ, productor y remezclador, en los últimos tiempos, han visto a Seamus cosechar una vasta experiencia en todos los campos. Trabajo durante años en las más famosas tiendas de discos de música independiente de Londres, hizo de A&R para Slip’n’Slide y por supuesto, para Defected, además de escribir artículos para Blues & Soul, Echoes, Touch y Muzik. Todo eso le ha hecho ganar cierto reconocimiento de DJs y productores de todas partes del mundo. 
Se propone montar su propia discográfica, Big Love con uno de los fundadores de Defected, Janet Bell. Big Love se ha convertido en un sello de referencia para muchos DJs de todo el mundo. 
Seamus ha tenido múltiples personalidades creativas a lo largo de los años: Big Bang Theory fue su personalidad más Funky house que, incluso llegó a producir el track “God's Chile” para Defected Records. Mekkah fue su lado más soulful, más orientado a lo vocal. “Race Of Survival”, el primer lanzamiento en Soul Love ha acabado convirtiéndose en un clásico. 11th Dimension fue su lado más oscuro, con un sonido más duro y futurístico que vio sus primeras colaboraciones con Paul Emmanuel.
El proyecto Get This! fue una combinación de Go-Go y House que tuvo sus devotos de lo más diverso con su “Ya Underwear”, un maxisencillo de gran resonancia en todo el mundo. Con el alias Ijah lanzó dos producciones, “Love The Way You Move” en el 2003, y en 2007, esta vez le tocara al clásico de Kim English “Nitelife”. 
Seamus lanzó su versión de “Last Night a DJ Saved My Life”, un clásico de las discotecas con su propio nombre en el 2004. Fue el primero en producir un tema vocal en la entonces emergente del Electro House y la popularidad del tema le mostró el camino hacia futuros éxitos. 
Sabiendo ya que camino seguir en este nuevo estilo, Seamus unió fuerzas con Paul Emanuel para producir “Weekend”, una versión del grupo Class Action que hizo famosa Todd Terry en los años 80. Bajo el seudónimo de Haji & Emanuel, convirtieron esta versión Electro House en un éxito a nivel mundial para el sello Azuli. 
También versionaron “Take Me Away”, (original de Final Cut con Jeff Mills bajo el alias True Faith), generando otro gran éxito que logró el número 73 en el Reino Unido a principios del 2006, a pesar de su escasa promoción. Solo con las ventas del Maxisencillo.
En el 2006 fue un año cumbre para Seamus. Fue seleccionado para hacer su propia recopilación en sesión para Ministry of Sound en compañía de Josh Wink, Derrick Carter y Steve Angello. También (la mayoría en colaboración con Paul Emmanuel) realizó una gran cantidad de remixes que consolidaron su propio sonido. Tom Novy “Take It”, Mish Mash “Speechless”, Degrees of Motion “Do U Want It Right Now”, Paul Harris “Find Yourself A Friend”, Dajae “Brighter Days”, Sugababes “Easy” han sido algunos de los puntos álgidos a la hora de producir remezclas que hizo durante el 2006 que culminarían con el remix de “Boogie 2nite” para Booty Luv, escalando hasta el n.º 2 de las listas del Reino Unido.
El 2007 lanzó una nueva versión de “Last Night a DJ Saved My Life” firmando con el sello Apollo y llegando a la ubicación #13 de las listas de éxitos del Reino Unido y fue celebrado por Pete Tong como la nueva sensación del año. Obtuvo el récord de ser el único productor que había colocado un remix en el top 4 del Music Week Club Chart. Siendo reclamado por ello por diferentes artistas como Just Jack, Roisin Murphy, Stonebridge sin olvidar el gran éxito de aquel año “Umbrella” de Rihanna. En 2008 se consagraría con el track “The Pressure” en compañía de Beverley Knight y Bryan Chambers.
En 2010, Mark Finkelstein, director de Strictly Rhythm, anunció que Seamus Haji se hará cargo de la división A&R (Artistas y Repertorio) de la compañía discográfica. De esta forma Strictly Rhythm se apresta a comenzar su nueva etapa de independencia, puesto que el próximo 1 de septiembre la empresa de Mark Finkelstein se estará desligando de manera definitiva de Defected continuando así su andadura autónomamente.

## Discografía

### Sencillos
- 1996 "Big Bang Theory"
- 2004 "Last Night a DJ Saved My Life" #69 UK
- 2004 "Freaky" (With ATFC)
- 2004 "Ooh Ooh Ah!" (With ATFC)
- 2005 "Angels Of Love"
- 2005 "Changes" (With Def-E)
- 2005 "Weekend" (With Paul Emanuel) #88 UK
- 2005 "Take Me Away" (With Paul Emanuel) #20 Finland; #73 UK
- 2006 "Devotion (A Bit More Lovin')" (With Timmy Vegas)
- 2006 "Happy" (With Steve Mac)
- 2007 "Last Night a DJ Saved My Life" (Reedición) (featuring KayJay) - #6 Finland, #13 UK
- 2007 "If" - (With Paul Emanuel feat. Robert Owens)
- 2008 "Head To Toe" (feat. Doug Lazy)
- 2008 "24 Hours (Nice Tight Derriere)" (With Lords Of Flatbush)
- 2009 "The Pressure" (With Paul Emanuel feat. Beverley Knight & Bryan Chambers)
- 2009 "I've Been Looking" (With Romain Curtis)
- 2009 "Speaker" (With ATFC feat. K.C Flightt)
- 2009 "In The Moment" (With Paul Emanuel feat. Roachford)
- 2009 "My Destiny" (With Dino Psaras feat. Rudi)
- 2010 "So Far Away" (With Kaskade & Haley)
- 2010 "Good Times" (With Funkagenda & Mark Knight)[5]
- 2010 "Just A Friend" (With Romain Curtis)
- 2012: "Hey Boy, Hey Girl" (With Nelski)
- 2012: "Love Express" (with EDX feat. Jerique)
- 2012: "I Love The Music" (with Cevin Fisher)
- 2012: "I Love Ibiza" (with Cevin Fisher)
- 2013: "Aurora Lights" (Vs JunkDNA* & Olic)
- 2014: "Inception" (con Sheldon)
- 2015: "24 - 7" (Presents Re-Loved)
- 2015: "EP 2" (Presents Re-Loved)

Big Bang Theory
- 1997 "Stepping"
- When U Touch Me" (feat Carolyn Harding)
- 1998 "All Nite EP"
- 1998 "All Nite EP Vol.2"
- 2001 "God's Child/Oh Yeah"
- 2002 "God's Child" (Re-release) - #51 UK Singles Chart[6]
- 2003 "Do U Got Funk?" (feat Derek Conyer)
- 2003 "Haven't Been Funked Enough"
- 2012 "Hold It Now!"

Mekkah
- 2001 "I Got You" (featuring Bryan Chambers)
- 2002 "Race Of Survival" (featuring Stephen Granville)
- 2003 "Found A Love" (featuring Bryan Chambers)
- 2003 "Dimensions (I'm Happy)" (featuring Stephen Granville)

Get This!
- 2003 "Ya Underwear"
- 2003 "Work That Sucka"
- 2004 "Party People"

11th Dimension
- 2002 "Beat Goes On" (With Paul Emanuel)
- 2003 "The Force" (With Paul Emanuel)
- 2004 "The Rhythm" (With Paul Emanuel)

Heart & Soul
- 2003 "Share Your Love" (featuring Tommy Blaize)

Sonz Of Soul
- 1995 "Race Of Survival" (With Steve McCucheon)

Ijah
- 2004 "Love The Way U Move"
- 2007 "Nitelife" (featuring D'empress)

Undercover Lover
- 2009 "Who's Been Sleeping In My Bed?"

### Remixes
1993:
- Lisa Stansfield – "Little Bit Of Heaven" (Seventh Heaven Mix by Paul Waller & Seamus Haji)

1994:
- Mind Readers feat. Malik Hart – "Love Music" (Seamus' Backroom Mix)
- Darkman – "Yabba Dabba Doo" (La Smoov Mix by Paul Waller & Seamus Haji)
- Me'Shell NdegéOcello – "If That's Your Boyfriend (He Wasn't Last Night)" (UK Remixes by Paul Waller & Seamus Haji)
- Honky – "Love Thy Neighbour" (Funky Junkie Mix by Paul Waller & Seamus Haji)
- Dee Fredrix – "Live My Life"

1998:
- Ray Roc – "Whisper" (Big Bang Theory Remix)
- Funkshun – "Feels Good" (Big Bang Theory Remix)

1999:
- Splice Of Life – "2000 Black" (Seamus' Satellite Mix)
- Rubberman – "Why Did You Do It?" (Big Bang Theory Mix)

2003:
- Scape feat D'empress - "Be My Friend" - Big Love
- Artificial Funk – "Together"
- Tweet – "Boogie 2nite"
- Big Bang Theory – "Haven't Been Funked Enough"
- StoneBridge Feat. Therese – "Put 'Em High"

2004:
- Bah Samba feat. Alice Russell – "Portuguese Love"
- D. Ramírez Feat. Pete Simpson – "Freaque On"
- Polyphonics Feat. Hasina Sheik – "Nightlights"
- Hardsoul Feat. Ron Carroll – "Back Together"
- Portobella – "Covered In Punk"
- Mirabeau – "Brass Disk"
- Belezamusica – "Running Away"
- I-Jah – "Love The Way You Move"

2005:
- Juke Joint – "Rude Boy"
- Bon Garçon – Freek U (Seamus Haji & Paul Emanuel Remix)
- Alex Gaudino feat. Ultra Naté – "Bittersweet Melody"
- Asle – "Golden Sun" (Seamus Haji & Paul Emanuel Remix) - CR2
- Granite & Phunk – "My Heart" (Seamus Haji & Paul Emanuel Remix)
- Belezamusica – "U Got Me Spinning"
- Mr. Hermano – "Free As The Morning Sun" (Haji & Emanuel Remix)
- Afro Medusa – "Pasilda" (Haji & Emanuel Remix)
- Jay C – "So High" (Haji & Emanuel Vox)
- Axwell feat. Tara McDonald – "Feel the Vibe (Til the Morning Comes)" (Seamus Haji Big Love Remix) - Data
- Dajae – "Brighter Days" (Haji & Emanuel Remix)
- Chanel – "My Life" (Haji & Emanuel Remix) - Hed Kandi
- Natural High – "Live For One Day" (Haji & Emanuel Remix)
- ATFC feat Inaya Day – "Reach Out to Me" (Haji & Emanuel Remix)
- Those Guys – "I Walk Alone" (Haji & Emanuel Remix)
- Dannii Minogue feat. The Soul Seekerz – "Perfection" (Haji & Emanuel Remix)
- Artificial Funk – "Never Alone" (Seamus Haji & Paul Emanuel Remix)
- Late Night Alumni – "Empty Streets" (Haji & Emanuel Remix) - Hed Kandi

2006:
- Mish Mash – "Speechless" (Seamus Haji Big Love Remix)
- Therese – "Time" (Seamus Haji & Paul Emanuel Remix)
- Paul Harris – "Find Yourself A Friend" (Seamus Haji Big Love Remix)
- Tom Novy & Lima – "Take It (Closing Time)" (Haji & Emanuel Remix)
- Cevin Fisher – "The Freaks Come Out 2006" (Haji & Emanuel Remix)
- Route 33 feat. Alex James – "Looking Back" (Haji & Emanuel Remix)
- Duke – "So In Love With You" (Haji & Emanuel Remix)
- Degrees of Motion – "Do You Want It Right Now" (Haji & Emanuel Mix)
- Blu-ray feat. Jimmy Somerville – "You & Me" (Seamus Haji & Paul Emanuel Remix) - All Around The World
- Sugababes – "Easy" (Haji & Emanuel Remix) - Island
- Sonique – Tonight (Haji & Emanuel Remix)
- Booty Luv – "Boogie 2nite" (Seamus Haji Big Love Remix) - Hed Kandi

2007:
- Dave Spoon Feat. Laura Vane – "Won't Do It Again" (Seamus Haji & Dave Spoon Vocal Edit)
- K3 Feat. Alice Lascelles – "Play To Win" (Seamus Haji Edit)
- DJ Pierre feat. Sylfronia King – "Destroy This Track" (Seamus Haji Remix)
- Brand New Heavies – "I Don't Know Why (I Love You)" (Haji & Emanuel Remix)
- Rihanna – "Umbrella" (Seamus Haji & Paul Emanuel Remix)
- Stonebridge – "SOS" (Seamus Haji Remix) - Apollo/Stoney Boy
- Booty Luv – "Don't Mess with My Man" (Seamus Haji Big Love Remix) - Hed Kandi
- Ijah feat. D'Empress – "Nitelife" (Seamus Haji Big Love Remix)
- J. Holiday – "Bed"
- Mr Hudson & The Library – "Picture Of You" (Seamus Haji Remix)
- Filthy Rich Vs Hipp-E Feat. Lamont Moerhaus – Get Down Wit Me (Seamus Haji Edit)
- Roisin Murphy – "Overpowered" (Seamus Haji Remix) - EMI
- Just Jack – "Writer's Block" (Seamus Haji Big Love Remix)
- Calvin Harris – "Colours" (Seamus Haji Big Love Remix) - Columbia
- Orson – "Ain't No Party" (Seamus Haji Remix) - Mercury

2008:
- Mariah Carey – "Touch My Body" (Seamus Haji & Paul Emanuel Remix)
- Moby – "I Love to Move in Here" (Seamus Haji Big Love Remix)
- One Night Only – "Just For Tonight" (Seamus Haji Remix)
- Lucien Foort Ft. Mitch Crown – Sound Of Love
- Rihanna – "Take a Bow" (Seamus Haji & Paul Emanuel Remix)
- Teamsters feat. Tara McDonald – "Shake It Off" (Seamus Haji Big Love Remix) - Positiva
- The Ting Tings – "Shut Up and Let Me Go" (Haji & Emanuel Remix)
- Shakedown – "At Night" (Seamus Haji Remix)
- Craig David – "Insomnia" (Haji & Emanuel Remix)
- Brandy – Right Here (Departed) (Seamus Haji & Paul Emanuel Remix)
- Robyn – "Who's That Girl" (Seamus Haji Remix) - Positiva
- Paul Harris & Cevin Fisher – "Deliver Me" - Big Love

2009:
- The-Dream feat. Kanye West – "Walkin' On the Moon" (Seamus Haji & Paul Emanuel Club Mix)
- Utada – "Come Back to Me" - Island Def Jam
- Mariah Carey – "Obsessed" (Seamus Haji & Paul Emanuel Remix)
- Simply Red – "Money's Too Tight (To Mention)" (Seamus Haji & Paul Emanuel Remix)
- Carolina Liar – "Show Me What I'm Looking For" (Seamus Haji & Paul Emanuel Club Remix)
- Huggy & Dean Newton Feat Sam Obernik – "Get Lifted (Indian Summer)" (Seamus Haji Vocal Edit)
- Mika – "Rain" (Seamus Haji Big Love Remix)
- Sneaky Sound System – "It's Not My Problem"
- One Eskimo – "Hometime" (Seamus Haji Remix)

2010:
- Craig David – "One More Lie (Standing In The Shadows)" (Haji & Emanuel Remix)
- Kaci Battaglia – "Crazy Possessive" (Seamus Haji Remixes) - Curb
- Estelle – "Fall In Love" (Seamus Haji Remix)
- Andy Bell – "Will You Be There?"
- Jamiroquai – "White Knuckle Ride" (Seamus Haji Remix) - Mercury
- Loick Essiene – "Love Drunk" (Seamus Haji & Paul Emanuel Remix)
- EmIi – "Mr Romeo" (Seamus Haji Remix) - EMI
- Tiffany Dunn – "Shut The Front Door (Got My Girls)"
- The Big Bang Club – "Chemistry"

2011:
- Hurts – "Sunday" (Seamus Haji Club Mix)
- Grace – "When The lights Go Down" (Seamus Haji Remix)
- Dionne Bromfield – "Foolin'" (Seamus Haji Remix) - Universal
- Tatiana Opuknik – "Been A Fool" (Seamus Haji Remix) - Island
- Avi Elman and Danny J feat Nuwella – "What's The Point"
- Donae'o – "I" (Seamus Haji Soul Love Mix)
- Sarvi – "Amore" (Seamus Haji Club Mix)
- Jessie J – "Who You Are"

2012:
- Rebecca Ferguson – "Too Good to Lose" (Seamus Haji Remix)
- Scissor Sisters vs Krystal Pepsy Ft. Azealia Banks – "Shady Love"
- Niki & The Dove - "DJ, Ease My Mind" (Seamus Haji Club Mix)
- Jakwob feat. Jetta - "Electrify" (Seamus Haji's Big Love Remix)
- Rita Ora feat. Tinie Tempah - "R.I.P"
- Scissor Sisters – "Fuck Yeah" (Seamus Haji Remix)
- The Ghosts – "Ghosts"
- X-Press 2 feat. Alison Limerick – "In The Blood"
- EMIN – "Baby Get Higher"
- Gossip – "Perfect World"
- Gossip – "Move in the Right Direction"
- Usher – "Scream" (Seamus Haji Remix)
- Far East Movement feat. Cover Drive – "Turn Up the Love"
- Sincere – "Deja Vu"
- Seamus Haji Presents Big Bang Theory - "God's Child" (Seamus Haji & Nelski Old School Mix)
- Jodie Connor feat. Busta Rhymes – "Take You There"
- Maroon 5 – "One More Night"
- The Knocks – "The Feeling" (Seamus Haji Remix Edit)
- Audio Playground feat. Snoop Dogg – "Emergency"
- Elton John vs. Pnau – "Sad" (Seamus Haji Remix)
- Labrinth feat. Emeli Sandé – "Beneath Your Beautiful"
- Girls Aloud – "Something New"
- Katrina – "Ready to Love" (Seamus Haji Club Mix)
- Tyron Dixon feat. Cristóbal – "Give It To You"
- Ke$ha – Die Young (Seamus Haji Club Mix)
- Ne-Yo – "Let Me Love You (Until You Learn to Love Yourself)"
- Carly Rae Jepsen – "This Kiss"

2013:
- The Vamps – "Can We Dance" (Seamus Haji Club Mix)
- The Saturdays – "What About Us" (Seamus Haji Club Mix)
- Amelia Lily – "Party Over" (Seamus Haji Club Mix)
- Pagano – "Ritmo y Amor" (Seamus Haji Remix)
- Lawson feat. B.o.B – "Brokenhearted" (Seamus Haji Club Mix)
- Mutya Keisha Siobhan – "Flatline" (Seamus Haji Remix)
- Drop City Yacht Club feat. Jeremih – "Crickets" (Seamus Haji Remix)
- Baby Blue – "Bump" (Seamus Haji Remix)
- Tiger Milk – "Air" (Seamus Haji Remix)
- Hellsinki Dub – "Slide" (Seamus Haji Remix)
- Patrolla – "Groovy" (Seamus Haji Remix)
- Shane Filan – "About You" (Seamus Haji Remix)
- Ariana Grande feat. Mac Miller – "The Way" (Seamus Haji Remix)
- Foxes – "Youth" (Seamus Haji Remix)

2014:
- JAG-B – "One Way Ticket" (Seamus Haji Mix)
- Nadia Forde – "BPM" (Seamus Haji Remix)
- Nabiha – Bang That Drum (Haji & Sheldon Remix)
- Therese – "Remedy" (Haji & Sheldon Remix)
- Scarlette Fever – "6ft Woman" (Haji & Sheldon Remix)
- Jakwob feat. Tiffany Juno – "Somebody New" (Seamus Haji Club Mix)
- Arash feat. T-Pain – "Sex Love Rock n Roll (SLR)" (Seamus Haji Remix)
- Ella Henderson – "Glow" (Seamus Haji Remix)
- Cris Cab – "Liar Liar" (Seamus Haji Remix)
- Olivia Somerlyn – "Parachute" (Haji & Sheldon Remix)
- Joel Compass – "Girlfriends"(Seamus Haji Remix)
- Samuele Sartini & Ultra Naté – "So Glamorous" (Seamus Haji Remix)
- Paul Morrell feat. Mutya Buena – "Give Me Love" (Seamus Haji Remix)
- Professor Green feat. Mr. Probz – "Little Secrets" (Seamus Haji Remix)
- Labrinth – "Jealous" (Seamus Haji Remix)
- Ed Sheeran – "Thinking Out Loud" (Seamus Haji Remix)

2015:
- Florrie – "Too Young to Remember" (Seamus Haji Remix)
- Indiana – "Solo Dancing" (Seamus Haji Remix)
- Temporary Hero & Jason Walker – "Wildjoy" (Seamus Haji Club Mix)
- Brookes Brothers feat. Camille – "Anthem" (Seamus Haji Remix)
- Holly Johnson – "Dancing With No Fear" (Seamus Haji Remix)
- Jermain Jackman – "How Will I Know" (Seamus Haji Remix)
- Olly Murs – "Seasons" (Seamus Haji Remix)
- Lion Babe – "Wonder Woman" (Seamus Haji Remix)
- Dannii Minogue – "Summer of Love" (Seamus Haji Remix)
- Conchita Wurst – "Firestorm" (Seamus Haji Remix)
- Indian Princess – Electronic Beats (Seamus Haji Remix)

2016:
- Office Girls ft. Twissman – "Put Your Money Where Your Mouth Is" (Seamus Haji Remix)